# 希爾縣 (德克薩斯州)
希爾縣（英語：Hill County）是美國德克薩斯州中部的一個縣。面積2,553平方公里。根据美國2000年人口普查，共有人口32,321人。治所希爾斯伯勒（Hillsboro）。
成立於1953年2月7日。縣名紀念德克薩斯共和國戰爭部長、海軍部長的喬治·華盛頓·希爾（George Washington Hill）。